# Bromelia exigua
Bromelia exigua är en gräsväxtart som beskrevs av Carl Christian Mez. Bromelia exigua ingår i släktet Bromelia och familjen Bromeliaceae. Inga underarter finns listade i Catalogue of Life.